# 걸서클역

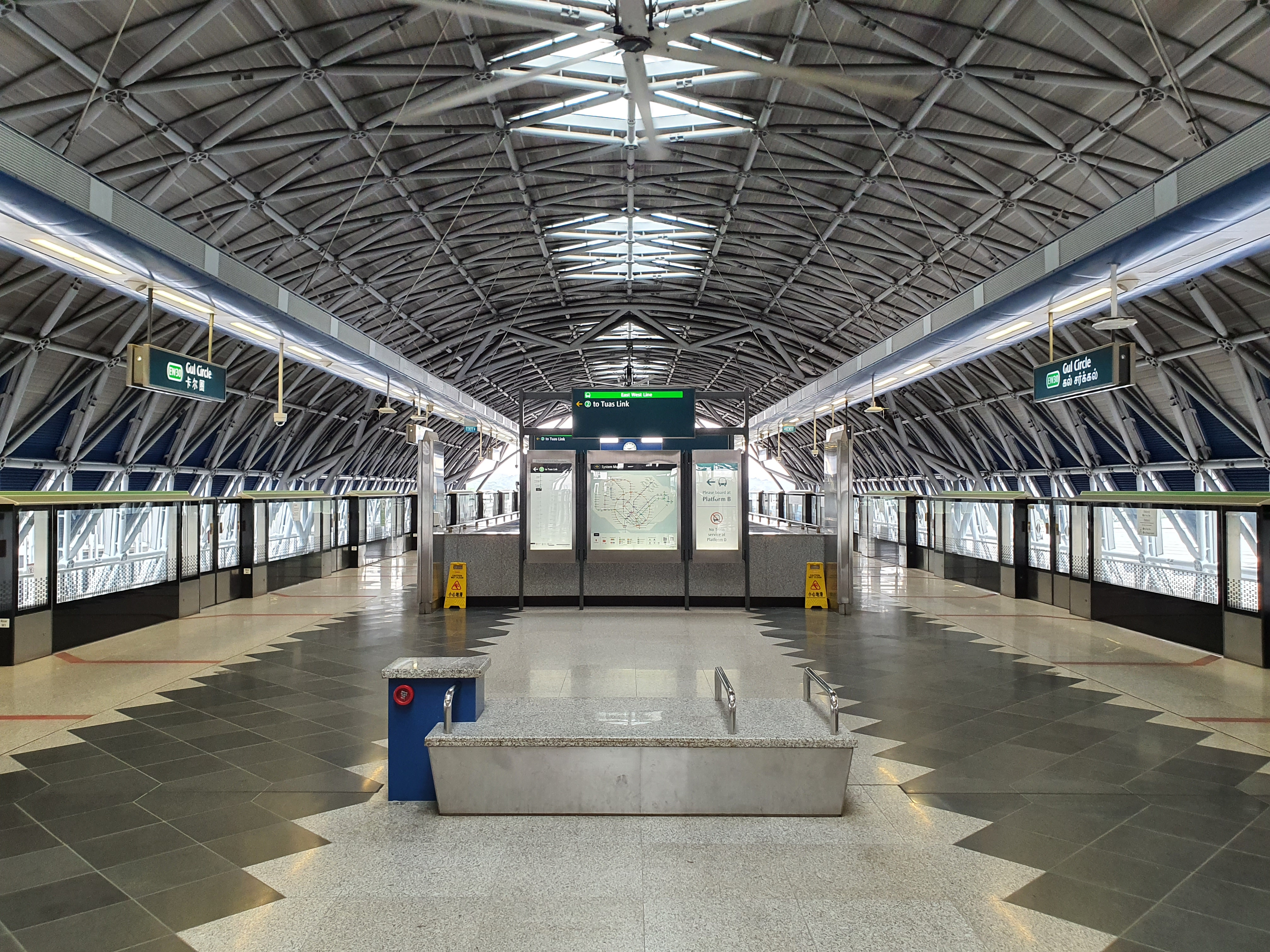

걸서클역(Gul Circle MRT station)은 EWL(East-West Line)의 고가 MRT(Mass Rapid Transit) 역이다. 싱가포르 서쪽 투아스(Tuas)에 위치한 이 역은 JTC 스페이스 앳 투아스(Space @ Tuas) 및 메이플트리 파이오니어 로지스틱 허브의 주변 산업에 서비스를 제공한다. 이 역은 SMRT 열차에 의해 운영된다.
2011년 투아스역으로 처음 발표된 이 역은 투아스 웨스트 확장(TWE)의 일부로 건설되었다. 이 역은 2017년 6월 18일에 운영을 시작했다. 높이가 33미터(108피트)인 이 역은 싱가포르에서 가장 높은 고가 역이다. 이 역은 투아스 사우스(Tuas South)까지 MRT 연장을 위한 규정을 갖춘 스택형 섬 플랫폼 배열을 갖추고 있어 이러한 구성을 갖춘 싱가포르 최초의 고가역이다.